# Roland Ducke
Roland Ducke (ur. 19 listopada 1934 w Benešovie nad Ploučnicí, zm. 26 czerwca 2005 w Jenie) – niemiecki piłkarz.
Ducke urodził się w Kraju Sudetów, po zakończeniu II wojny światowej emigrował jednak, wraz z rodziną do niemieckiego Schönebeck (Elbe). Przygodę z futbolem rozpoczynał w SC Motor Jena, znanym później jako Carl Zeiss Jena. To właśnie w tym klubie spędził całą swoją piłkarską karierę. W barwach klubu z Jeny rozegrał on 377 spotkań, strzelając przy tym 70 bramek. Z drużyną zdobył trzy tytuły mistrza NRD, a także Puchar FDGB.
W drużynie narodowej rozegrał, w latach 1958–1967 37 spotkań, zdobywając przy tym 5 goli. Pomimo zdobycia w 1970 tytułu najlepszego piłkarza NRD, do reprezentacji nie powrócił. Nie grał w niej również, w przeciwieństwie do młodszego brata, Petera, na Mistrzostwach Świata 1974.
Zmarł na raka prostaty, w wieku 70 lat.